# Eutrichillus
Eutrichillus is een kevergeslacht uit de familie van de boktorren (Cerambycidae). De wetenschappelijke naam van het geslacht werd voor het eerst geldig gepubliceerd in 1885 door Bates.

## Soorten
Eutrichillus omvat de volgende soorten:
- Eutrichillus biguttatus (LeConte, 1852)
- Eutrichillus brevipilus Chemsak & Linsley, 1986
- Eutrichillus canescens Dillon, 1956
- Eutrichillus comus (Bates, 1881)
- Eutrichillus neomexicanus (Champlain & Knull, 1925)
- Eutrichillus pini (Schaeffer, 1905)